# Mortan úr Hørg
Mortan úr Hørg (Sunda, 21 settembre 1980) è un ex calciatore faroese, di ruolo difensore.